# Tlalojcan
Tlalojcan är en ort i Mexiko.   Den ligger i kommunen José Joaquín de Herrera och delstaten Guerrero, i den sydöstra delen av landet, 230 km söder om huvudstaden Mexico City. Tlalojcan ligger 1 975 meter över havet och antalet invånare är 126.
Terrängen runt Tlalojcan är kuperad norrut, men söderut är den bergig. Runt Tlalojcan är det ganska glesbefolkat, med 43 invånare per kvadratkilometer. Närmaste större samhälle är Cacahuatepec, 2,1 km norr om Tlalojcan. I omgivningarna runt Tlalojcan växer huvudsakligen savannskog.